# Raadplegingsprocedure
De raadplegingsprocedure was een wetgevingsprocedure van de Europese Unie. De procedure stelt het Europees Parlement in de gelegenheid advies uit te brengen over een voorstel van de Europese Commissie. In de gevallen waarin het verdrag voorziet, raadpleegt de Raad het Parlement alvorens een besluit over het voorstel van de Commissie te nemen en neemt hij zijn standpunten in overweging. De Raad is evenwel niet gebonden door het standpunt van het Europees Parlement, doch is wel verplicht dit te raadplegen. Het Parlement moet opnieuw worden geraadpleegd indien de Raad te veel van het oorspronkelijke voorstel afwijkt. De macht van het Parlement is in deze procedure nogal beperkt aangezien het er slechts op kan hopen dat de Commissie in een gewijzigd voorstel met zijn amendementen rekening houdt.
Behalve in de gevallen waarin de Verdragen voorzien, heeft de Raad zich er ook toe verbonden het Parlement over de meeste belangrijke kwesties te raadplegen. Het gaat hier om facultatieve raadpleging. Bovendien wordt deze raadplegingsprocedure gebruikt voor niet-bindende besluiten, zoals aanbevelingen en adviezen van de Raad en de Commissie.
Het Verdrag van Lissabon voorzag in de opneming van deze procedure in het kader van de bijzondere wetgevingsprocedures.